# Kolumbiensmaragdkolibri
Der Kolumbiensmaragdkolibri (Chlorostilbon gibsoni) oder Rotschnabelkolibri, auch Rotschnabel-Smaragdkolibri oder Gibsonsmaragdkolibri genannt,  ist eine Vogelart aus der Familie der Kolibris (Trochilidae). Die Art kommt in Kolumbien und Venezuela vor. Der Bestand wird von der IUCN als nicht gefährdet (Least Concern) eingeschätzt.

## Merkmale

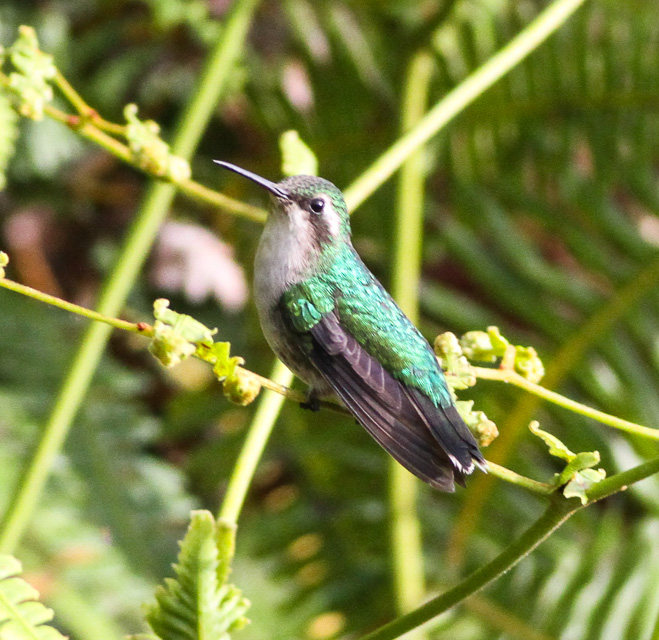
Kolumbiensmaragdkolibri ♀

Der Kolumbiensmaragdkolibri erreicht eine Körperlänge von etwa 7,6 cm, wobei der gerade Schnabel ca. 1,3 cm ausmacht. Der Unterschnabel des Männchens ist überwiegend rot, während der des Weibchens nur an der Basis rot ist. Die Oberseite des Männchens ist dunkel grünbronze gefärbt, während der Oberkopf nur wenig glitzert. Die Kopfseiten und die Unterseite glitzert und die Tönung variiert von Grün bis golden Grün. Der stark gegabelte Schwanz ist stählern blauschwarz. Die Weibchen sind in freier Natur kaum von den Weibchen des Blauschwanz-Smaragdkolibris (Chlorostilbon mellisugus (Linnaeus, 1758)) zu unterscheiden. Die Oberseite der Weibchen glitzert kupferngrün. Die dunklen Ohrdecken werden von einem auffälligen weißen Hinteraugenstich begrenzt. Die Unterseite ist blassgrau. Der rechtwinklige bis leicht gegabelte Schwanz ist stählern blauschwarz mit engen grauweißen Sprenkeln. Die Basis der Schwanzfedern ist grau.

## Verhalten
Als „Trapliner“ fliegen sie regelmäßig in rascher Folge ganz bestimmte verstreute Blüten an.

## Fortpflanzung
In einer Forschungsarbeit der Universidad Nacional de Colombia im Departamento de Cundinamarca wurde sein Nest als herunterhängender Kelch beschrieben. Im Norden Kolumbiens und im Departamento del Huila hat man ihn von März bis August in Brutstimmung beobachtet.

## Verbreitung und Lebensraum

Verbreitungsgebiet (grün) des Kolumbiensmaragdkolibris

Sie kommen selten aber in manchen Gebieten häufig in trockenen Wäldern, buschigen halboffenen Landschaften sowie Anbaugebieten mit trockenem Gestrüpp vor. In der Trockenzeit zwischen Dezember und April sind sie sehr viel häufiger im Parque Nacional Natural Tayrona anzutreffen. Sie kommen Sinú-Tal in Höhenlagen um 500 Meter und in den trockeneren Gebieten des mittlere und oberen Tals des Río Magdalena sowie den Ostanden von Zulia in Höhenlagen bis zu 2300 Meter vor.

## Unterarten
Es sind drei Unterarten bekannt:
- Chlorostilbon gibsoni gibsoni (Fraser, 1840)[4] – Die Nominatform kommt im Tal des Oberlaufs des Tals des Río Magdalena in Zentralkolumbien vor.
- Chlorostilbon gibsoni chrysogaster (Bourcier, 1843)[5] – Diese Unterart kommt von Cartagena bis Santa Marta im Norden Kolumbiens vor.
- Chlorostilbon gibsoni nitens Lawrence, 1861[6] – Diese Subspezies ist im Nordosten Kolumbiens und dem Nordwesten Venezuelas verbreitet.

Lange wurde der Kolumbiensmaragdkolibri als Unterart des Blauschwanz-Smaragdkolibri betrachtet. Erst Analysen von Frank Garfield Stiles III führten dazu, dass das South American Classification Committee (SACC) die Art abspaltete.

## Etymologie und Forschungsgeschichte
Louis Fraser beschrieb den Kolumbiensmaragdkolibri unter dem Namen Trochilus Gibsoni. Für die Beschreibung verwendete er ein Manuskript von George Loddiges. Zum Fundort machte er keine Angaben. Es war John Gould, der 1853 die neue Gattung Chlorostilbon einführte. Erst später wurde der Kolumbiensmaragdkolibri dieser Gattung zugeordnet. »Chlorostilbon« setzt sich aus den griechischen Worten »chlōros χλωρός« für »grün« und »stilbōn στίλβων« für »scheinend« zusammen. Die Griechen gaben dem Merkur den Beinamen Stilbōn was auf das Verb »stilb« für »blinken« zurückzuführen ist. Den Artzusatz »gibsoni« wurde dem britischen Gartenbauer John Gibson (1815–1875) gewidmet. »Nitens, nitentis, nitere« ist lateinischen Ursprungs und bedeutet »glitzernd, schimmernd, schimmern«. »Chrysogaster« ist ein griechisches Wortgebilde aus »chrysos, χρυσος« für »Gold« und »gastēr, gastros γαστηρ, γαστρος« für »Bauch«.